# Vins-sur-Caramy
Vins-sur-Caramy is een gemeente in het Franse departement Var (regio Provence-Alpes-Côte d'Azur) en telt 751 inwoners (2005). De plaats maakt deel uit van het arrondissement Brignoles.

## Geografie
De oppervlakte van Vins-sur-Caramy bedraagt 16,4 km², de bevolkingsdichtheid is 45,8 inwoners per km².
De onderstaande kaart toont de ligging van Vins-sur-Caramy met de belangrijkste infrastructuur en aangrenzende gemeenten.

## Demografie
Onderstaande figuur toont het verloop van het inwonertal (bron: INSEE-tellingen).

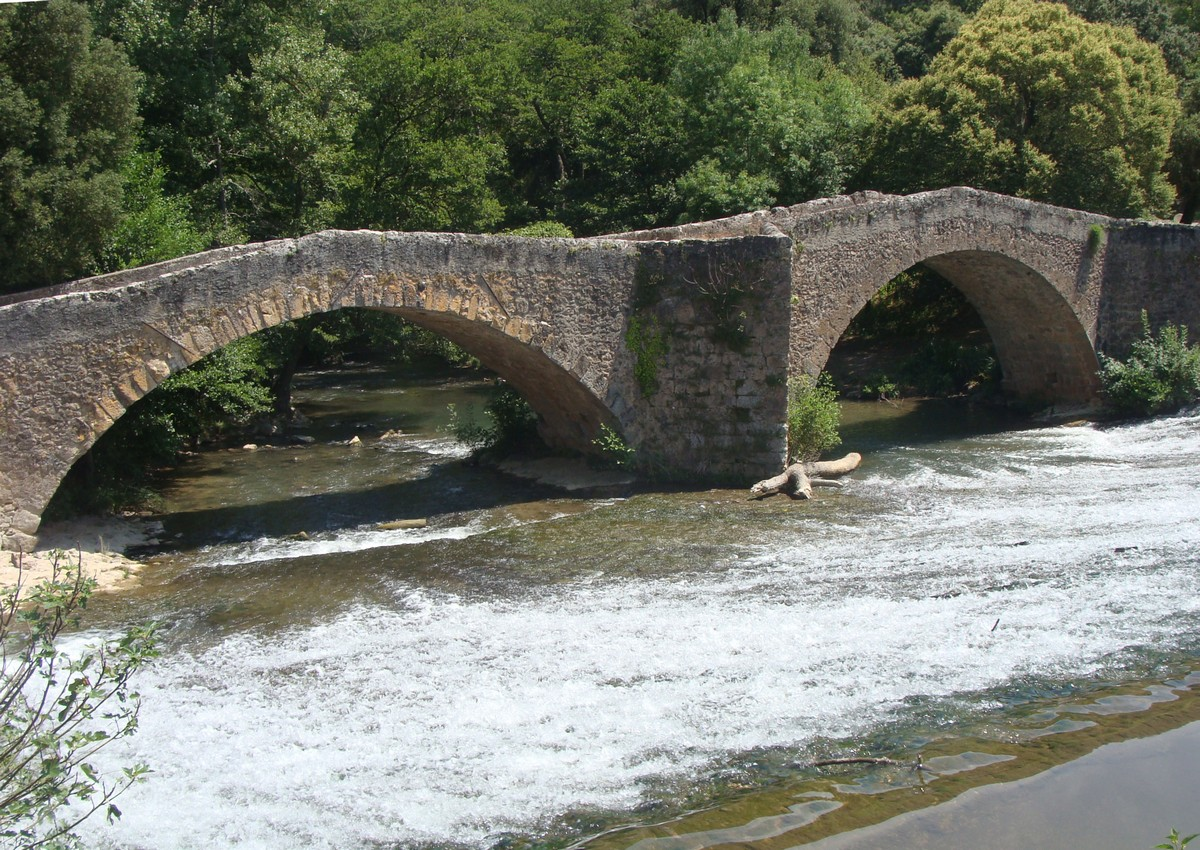
Oude brug over de Caramy
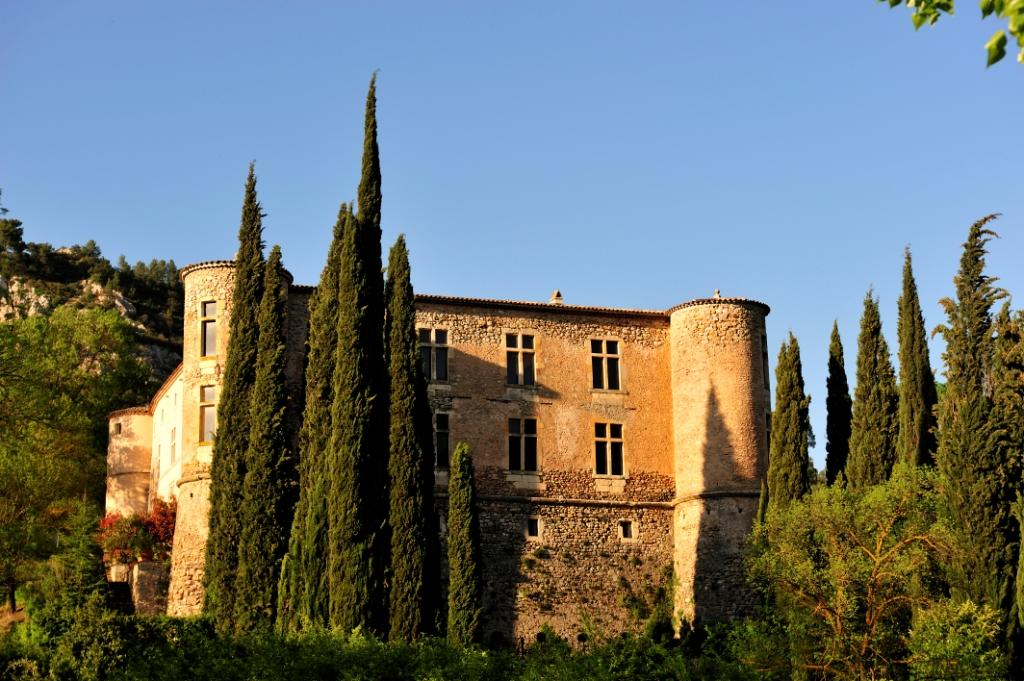
Zicht vanuit het zuiden